# Олимп (дворец спорта, Обнинск)
Дворе́ц спо́рта «Оли́мп» — крупнейший в Калужской области спортивный комплекс города Обнинска областного подчинения со специализацией на плавании, хоккее с шайбой и фигурном катании. Базовая площадка Обнинской детско-юношеской спортивной школы. Комплекс включает единственный в Калужской области 50-метровый бассейн.

## История
В 2004 году обнинец Николай Скворцов, член национальной сборной по плаванию, вернулся в Обнинск с Олимпиады в Афинах и обнаружил, что 25-метровый бассейн муниципального предприятия «Дворец спорта», в котором он тренировался с детства, закрыт по причине невозможности дальнейшей работы и при отсутствии в муниципальном бюджете средств на ремонт.. Позже он так говорил об этом:
Честно говоря, не понимаю, как я остался плавать за Калужскую область. Наверное, молодой был, неопытный. Ведь получилось так, что следующие 4 года, полный олимпийский цикл, мне приходилось тренироваться в бассейне «Держава», который совершенно не подходил для тренировок.
Примерно в это время, ещё не решив вопрос с финансированием ремонта и реконструкции существующего бассейна, директор МП «Дворец спорта» Александр Силуянов стал вынашивать идею строительства в Обнинске 50-метрового бассейна, которой поделился со Скворцовым. Впервые она получила публичную огласку на Дне города при вручении Николаю Скворцову партийного билета «Единой России». После этого они вдвоём начали говорить о новом бассейне постоянно и на всех уровнях.
В это же время в Обнинск вернулся ещё один обнинец и член национальной сборной по плаванию Сергей Фесиков. Это позволило с ещё большими основаниями аргументировать необходимость строительства 50-метрового бассейна для спорта высших достижений, с чем Силуянов и обратился к вице-премьеру правительства России и президенту Российской федерации плавания Сергею Нарышкину. Нарышкин идею поддержал, но посоветовал обратиться к губернатору Калужской области Анатолию Артамонову.
Артамонов после своей встречи с Владиславом Третьяком был увлечён собственной идеей строительства в Обнинске ледовой арены и даже выделил для этих целей МП «Дворец спорта» 60 млн рублей. Силуянов, оказавшийся в непростой ситуации, вспоминал об этом:
…Я понимал, что в Обнинске нет ни одного профессионального хоккеиста, а также тренеров, которые могли бы их воспитать. Зато есть замечательная школа плавания. Поэтому я обратился к Сергею Нарышкину с просьбой поговорить с Анатолием Дмитриевичем о целесообразности строительства в Обнинске 50-метрового бассейна вместо ледовой арены. При каждом удобном случае я напоминал Сергею Евгеньевичу об этой просьбе. Благо, увидеться с ним не составляло особого труда, так как он посещал довольно большое количество плавательных турниров.
Одновременно Силуянов, ставший к тому времени депутатом Обнинского городского Собрания, начал лоббировать идею строительства нового бассейна на муниципальном уровне. Он убедил депутатов отказаться в предполагаемом месте строительства от жилой застройки в пользу бассейна тем, что при строительстве бассейна с большой санитарно-защитной зоной вокруг него сохранялся лес, который в противном случае был бы уничтожен.
Приезд в 2007 году в Обнинск первого заместителя председателя правительства Российской Федерации Дмитрия Медведева на открытие СДЮСШОР Ларисы Латыниной Силуянов также использовал для продвижения своей идеи. Для выставки спортивных достижений Обнинска, организация которой была поручена ему, он подготовил 3D-проект территории, предполагаемой к строительству бассейна и, в дополнение, ледовой арены. Представлять проект должен был Николай Скворцов, встречавший Медведева вместе с Александром Савиным и Ларисой Латыниной. Силуянов вспоминал об этом со смехом:
Николай дал небольшой фальстарт. По программе, когда гости войдут в зал, где была организована выставка, их должен был поприветствовать мэр города Шубин. Но как только премьер-министр переступил порог, Николай пошёл «в бой». Получилось неординарно. Наверное, поэтому его слова и запомнились.
Самому Скворцову было не до смеха:
Я говорил очень импульсивно. Сразу сказал, что в городе тренируются два сборника, а плавать негде. Поэтому бассейн просто необходим. Дмитрий Анатольевич согласился, что тренироваться профессиональным спортсменам надо именно на длинной воде, и пообещал решить этот вопрос. Так была достигнута предварительная договоренность о строительстве.
Спустя три года, в 2010 году, когда Медведев уже два года был президентом Российской Федерации, Силуянову позвонили из аппарата губернатора Артамонова и попросили привезти фотографии встречи Скворцова с Медведевым. Для Силуянова этот звонок стал косвенным подтверждением того, что многолетняя идея начала воплощаться. Однако, теперь на строительство спортивного комплекса стала претендовать и Калуга. Чтобы противостоять областному центру, Силуянов и Скворцов собрали пресс-конференцию, на которой обратились к обнинцам с просьбой подписать обращение к губернатору Калужской области. Обращение с восемью тысячами подписей отвёз Артамонову Скворцов:
Когда я отдавал Анатолию Дмитриевичу подписные листы, он спросил: «Неужели все депутаты подписались?» Я ему ответил, что абсолютно все. «И Илларионова, Котляр и Шапиро тоже подписали?». Я подтвердил, что и они тоже. «Ну раз так, построим спорткомплекс в Обнинске», — сказал Анатолий Дмитриевич.
Будущий комплекс, строительство которого началось в 2011 году и длилось чуть больше года, был включён в федеральную целевую программу «Развитие физической культуры и спорта в Российской Федерации на 2006—2015 годы».
Стоимость «Олимпа» составила 1 млрд. 398 млн рублей, из них 700 млн рублей было выделено из федерального бюджета, 598 млн рублей — из бюджета Калужской области и 100 млн рублей — из бюджета города Обнинска. Первоначальные стоимость объекта и структура расходов были другие: общая стоимость — 1 млрд. 200 млн рублей, из них 800 млн. — федеральный бюджет, 400 млн. — областной бюджет.
Генеральным подрядчиком строительства была холдинговая компания ООО «ХК Топфлор-инвест» (руководитель проекта Зорон Вуйошевич), изготовлением и монтажом светопрозрачных конструкций занималась компания «АлСТРОЙ». Для строительства комплекса использовались металлоконструкции Ruukki, произведённые в Обнинске.
На открытии спортивного комплекса 12 мая 2012 года присутствовали председатель Государственной думы Федерального собрания Российской Федерации VI созыва Сергей Нарышкин, губернатор Калужской области Анатолий Артамонов. В первом официальном заплыве приняли участие Сергей Нарышкин, Анатолий Артамонов, глава администрации Обнинска Александр Авдеев, президент Всероссийской федерации плавания Владимир Сальников, назначенный директор «Олимпа» Станислав Лопухов и другие. В конце церемонии генеральный директор компании «Топфлор-инвест» Александр Богданов вручил символический ключ Станиславу Лопухову.
К открытию комплекса в Обнинск из Египта вернулся самый известный обнинский тренер по плаванию, в своё время тренировавший Скворцова и Фесикова, Алексей Бачин, возглавивший в Обнинской детско-юношеской спортивной школе отделение плавания.
В декабре 2013 года дворец спорта «Олимп» был признан победителем национальной премии в области физической культуры и спорта в номинации «Спортивный объект» (организатор премии — Министерство спорта Российской Федерации). Решение принималось по итогам Всероссийского конкурса Министерства спорта РФ на лучший проект спортивного сооружения для массового спорта.

## Общая характеристика
Общая площадь около 25000 квадратных метров.
В проекте были заложены превращение ледовой арены за три часа в концертную площадку либо в зал для игровых видов спорта и применение энергосберегающих технологий: выделяемое холодильными установками тепло должно направляться на подогрев воды в бассейнах, что даёт экономию при эксплуатации 4‚5 млн руб. в год.
Комплекс полностью приспособлен для занятий людей с ограниченными возможностями.
Вода в бассейне хлорируется, при этом нормы содержания хлора в воде в российских бассейнах в три раза ниже, чем в европейских странах. Состав воды постоянно контролируется новейшей американской установкой.
Главная функция «Олимпа» — обеспечение спортивными площадками и тренерским составом Обнинской детско-юношеской спортивной школы, существующей на базе комплекса. Спортивный комплекс также оказывает платные услуги на тех же площадках горожанам и приезжим и сдаёт в аренду спортивный инвентарь. При этом и бассейны, и ледяное поле перегружены — времени всем желающим не хватает. В комплексе проводятся неспортивные коммерческие мероприятия, в том числе ледовые шоу.
В год открытия комплекс при приоритете бесплатного детского спорта не покрывал за счёт коммерческой деятельности текущие расходы на содержание.
Рядом с комплексом заложен фундамент и подведены коммуникации для гостиницы, которая позволит селить спортсменов, приезжающих на сборы и соревнования. Рассматривается вариант частно-государственного партнёрства строительства гостиницы, который при этом вступает в противоречие с реальными расходами спортсменов на гостиничное проживание: в 2012 году норматив оплаты проживания спортсмена в гостинице был установлен государством в размере 500 рублей за сутки, реальные же цены частных гостиниц были значительно выше.

## Состав
- Плавательный комплекс:
  - олимпийский 50-метровый бассейн на 10 дорожек с трибунами на 500 зрителей (трансформируется с помощью передвижного бортика в два 25-метровых бассейна)
  - 25-метровый бассейн
  - разминочная ванна
  - детский бассейн «лягушатник»
  - гидромассажная ванна
  - зал «сухого плавания»
- Ледовая арена с трибунами на 1000 зрителей
- Универсальный игровой зал
- Помещения для хореографии, фитнес-аэробики, занятий на тренажёрах
- Столовая, кафе[1]

## Директора
- 2012—2021 — Станислав Юрьевич Лопухов (р. 1972), российский пловец, серебряный призёр Олимпийских игр 1996 года, призёр чемпионатов мира.[1][13]
- 2021 — по настоящее время — Александр Витальевич Трушков (р. 1971), российский политический и общественный деятель, менеджер.